# New life
New life was het tweede studioalbum van Solstice.

## Inleiding
Na hun debuutalbum uit 1984 viel Solstice al snel uit elkaar. Het zou een flink aantal jaren duren voordat er een opvolger kwam, die toch vooral op het eerste album leek. Solstice was nog volslagen onbekend toen via het kleine platenlabel Progressive International (17) hun tweede album mocht uitbrengen. De band stond onder leiding van Andy Glass en Marc Elton, die componeerden en arrangeerden, produceerden en mixten. Het album is opgenomen in Glasshouse Studio, hetgeen wijst op een privéstudio.

## Musici
- Andy Glass – gitaar, achtergrondzang, programmeerwerk
- Marc Elton – viool
- Heidi Kemp – zang
- Craig Sunderland – basgitaar
- Pete Hensley – drumstel

## Muziek
| Nr. | Titel                         | Duur  |
| --- | ----------------------------- | ----- |
| 1.  | Morning light (Glass , Elton) | 3:46  |
| 2.  | Guardian (Glass , Elton)      | 10:41 |
| 3.  | The sea (Glass , Elton)       | 6:52  |
| 4.  | New life (Glass , Elton)      | 4:54  |
| 5.  | Pathways (Glass , Elton)      | 5:04  |
| 6.  | Journey (Glass , Elton)       | 10:03 |

## Nasleep
Solstice moest het hebben van de optredens en het album was op den duur niet meer in de oorspronkelijke versie te koop. Het werd in 2007 opnieuw uitgegeven via F2 Records (met extra tracks die niets toevoegden vanwege demokwaliteit). Progwereld tekende gelijkenis aan met Camel en Renaissance. In 2020 volgde daarop nog een digitale versie.